# Marciano José do Nascimento
Marciano José do Nascimento (Chapadinha, Piauí, 12. srpnja. 1980.) je brazilski nogometaš.
Osim u Brazilu, Marciano je igrao u Bosni i Hercegovini za NK Čelik Zenica, FK Sarajevo, NK Široki Brijeg i norveški Sandefjord.

## Vanjske poveznice
- Profil  Arhivirana inačica izvorne stranice od 2. svibnja 2008. (Wayback Machine) na transfemarkt.de